# Aglaojoppa paradisea
Aglaojoppa paradisea är en stekelart som beskrevs av Heinrich 1967. Aglaojoppa paradisea ingår i släktet Aglaojoppa och familjen brokparasitsteklar. Inga underarter finns listade i Catalogue of Life.